# .hk
.hk (Hong Kong) é o código TLD (ccTLD) na Internet para o Hong Kong.